# Учул (деревня)
Учул — деревня в Новокузнецком районе Кемеровской области. Входит в состав Сосновского сельского поселения.

## География
Центральная часть населённого пункта расположена на высоте 288 метров над уровнем моря.

## История
По преданию основано в 1620 году в день святого Прокопия 15 июля.

## Население
По данным Всероссийской переписи населения 2010 года, в деревне Учул проживает 12 человек (9 мужчин, 3 женщины).